# Вільям Чемпіон
Вільяму Чемпіону (1709–1789) приписують патентування у Великій Британії процесу дистиляції металевого цинку з каламіну за допомогою деревного вугілля в плавильні.

## Вступ
Після того, як англійський металург і промисловець Абрагам Дербі I залишив компанію Bristol Brass Company, щоб створити власну нову мідну фабрику в Колбрукдейлі, його колега-квакер Нехемія Чемпіон перебрав на себе керівництво. У Неемії було три сини: Джон (1705–1794); Неемія (1709–1782); і наймолодший Вільям (1710–1789).

## Молодість і патент
Будучи юнаком, Вільям Чемпіон подорожував Європою, щоб навчитися мистецтву виготовлення латуні, і повернувся, щоб стати молодшим партнером у Bristol Brass Company в 1730 році. Потім він шість років експериментував, щоб розробити процес виробництва цинку — тоді відомий як spelter. Використовуючи розширений процес, подібний до того, що використовувався на шахтах Завар в Індії, де цей процес був доступний за століття до того, як Вільям Чемпіон знову відкрив його, він подолав труднощі випаровування цинку при 907 °C шляхом введення пари, що конденсується, у процес шляхом дистиляції. Він отримав патент на свій метод у липні 1738 року, і його система залишалася у виробництві понад 100 років.
Під керівництвом Bristol Brass Company, починаючи з 1738 року в рамках заводу, заснованого на Старому ринку, до вересня 1742 року він виробляв 400 кілограмів (880 фунтів) цинку за одну зарядку з шести тиглів, розташованих у печі, вартістю близько 7000 фунтів стерлінгів. Однак тепер він створив дві групи ворогів:
- Місцеві жителі, які у вересні 1742 року донесли Чемпіона до міської управи. Вони вимагали гарантії того, що Champion негайно припинить виплавку металу на місці.
- Імпортери та трейдери цинку. Коли він почав свої експерименти, Spelter продавався за 260 фунтів стерлінгів за тонну. До 1750 року ця сума знизилася до 48 фунтів стерлінгів, що призвело до збитків трейдерів, які намагалися змусити Чемпіона залишити бізнес.

## Warmley Works
У 1742 році батько Нехемія — вдівець — одружився з вдовою Мартою Вандеволл, сестрою Томаса Голдні III.  Сім'я Голдні володіла землею в Вормлі, і в 1746 році за підтримки сім'ї Голдні Вільям залишив Bristol Brass Company і почав будувати Warmley Works. Завдяки інструментам і виробничому обладнанню, поставленим Darby Ironworks у Коалбрукдейлі, протягом наступних кількох років Warmley Works став найбільшим металообробним заводом у світі з виробництвом цинку, міді, латуні та інших металів. Після смерті батька в 1747 році до Вільяма в бізнесі приєдналися його брат Нехемія та сестра Рейчел як акціонер.
У лютому 1750 року Вільям звернувся до Палати громад із проханням отримати певну компенсацію за збитки, яких він зазнав під час виготовлення першого домашнього цинку, що, як він сподівався, дозволить продовжити його запатентований процес. Незважаючи на те, що комітет погодився з тим, що патент має бути продовжений через акт парламенту, зустрічна петиція потужного лобі купців Брістоля затримала ухвалення, і Вільям пізніше відмовився від судового процесу. Тим не менш, Вільям продовжував розширювати бізнес шляхом розробки як на заводі Вормлі, так і нових печей у Кінгсвуді, кузні в Келстоні біля річки Ейвон і акумуляторного млина в Біттоні на річці Бойд.
Його брат Джон Чемпіон розробив удосконалений процес і запатентував у 1758 році прожарювання сульфіду цинку (цинкової суміші) до оксиду для використання в ретортному процесі. Англійська цинкова промисловість була зосереджена в Брістолі та Суонсі та навколо них.

## Подальша діяльність
До 1767 року компанія Warmley заявила, що має капітал у 200 000 фунтів стерлінгів і надає роботу приблизно 2 000 чоловік. Крім того, Вільям взяв додаткові патенти, які охоплювали: рафінування міді за допомогою труб із кованого заліза для видалення миш’яку з виплавки; використання кам'яного вугілля замість деревного вугілля для виготовлення латунного дроту; використовуючи сульфід цинку замість каламіну для виготовлення латуні.
Компанія була створена до прийняття Акту 1719 про Королівську біржу та Лондонську страхову корпорацію) , а в 1767 році подала петицію до парламенту про зміну її статусу на зареєстровану. Натомість партнери запропонували інвестувати ще 200 000 фунтів стерлінгів капіталу, включаючи 30 000 фунтів стерлінгів у виробництво латунних шпильок. Це викликало об’єднаний гнів інших металургійних компаній, створених відповідно до Акту 1719, а також виробників шпильок із Глостера, які заявили, що такі інвестиції на 50% перевищують їхні існуючі потужності. У квітні 1767 року Палата громад видала ордер, який давав повноваження на підготовку Статуту корпорації, але цьому протистояли конкуренти. Після тривалого судового розгляду генеральний прокурор видав другий ордер у жовтні 1767 року. Це призвело до подальшої зустрічної петиції, яка стверджувала, що компанія Warmley стане монополією. До березня 1768 року опозиція перемогла, і жодних подальших кроків для отримання Хартії про реєстрацію не було зроблено.
Через провал процесу реєстрації в квітні 1768 року партнери Вільяма виявили, що він намагався вивести частину свого капіталу без дозволу, і його миттєво звільнили з компанії. Через те, що він не міг заплатити за боргами, Вільям Чемпіон був оголошений банкрутом. Він помер у 1789 році.